# The Presidents of the United States of America
The Presidents of the United States of America – amerykańska grupa rockowa, utworzona w 1993 roku. Zespół był dwukrotnie nominowany do nagrody Grammy.

## Skład zespołu
- Chris Ballew – śpiew, gitara basowa (1993–)
- Jason Finn – perkusja, śpiew (1993–)
- Andrew McKeag – gitara, śpiew (2004–)

Byli członkowie
- Dave Dederer – śpiew, gitara (1993–2004)

## Dyskografia
- The Presidents of the United States of America (1995)
- II (1996)
- Pure Frosting (1998)
- Freaked Out and Small (2000)
- Love Everybody (2004)
- These Are the Good Times People (2008)
- Kudos to You! (2014)